# Банка (остров)
Ба́нка, или Ба́нгка (индон. Pulau Bangka) — остров к востоку от Суматры, Индонезия. БСЭ и КНЭ относят его к Большим Зондским островам. Население (2010 г.) — 960 692 человек. Площадь около 11 910 км².

## География
Банка вместе с островом Белитунг составляет островную провинцию. Банку от Суматры, находящейся к западу, отделяет пролив Банка. На севере расположено Южно-Китайское море, на востоке, через Гаспарский пролив, лежит остров Белитунг, на юге — Яванское море. Площадь острова — 11 910 км². Рельеф острова представлен низменными равнинами, болотами, небольшими холмами и песчаными пляжами. Средняя высота не более 60 м, максимальная — 699 м над уровнем моря. Произрастают вечнозеленые тропические леса.
На острове выращивают белый перец и добывают олово.
Крупнейший город — Панкалпинанг, являющийся столицей провинции Банка-Белитунг. Второй по величине город на острове — Сунгайлиат. Основной порт острова Мунток находится на западе. Другие важные города: Тобоали на юге; Коба, где добывается олово, также в южной части острова; Белинью — город, известный морепродуктами.

## История
Банка была передана Великобритании султаном Палембанга в 1812, в 1814 остров был уступлен Нидерландам в обмен на город Кочин в Индии. Япония оккупировала остров с 1942 по 1945 годы, устроив там резню. В 1949 остров вошёл в состав независимой Индонезии. В 1960-х на остров сослали группу индонезийских коммунистов, которые находятся под домашним арестом и не имеют право покидать остров.
В 2000 Банка и Белитунг образовали новую провинцию Банка-Белитунг.

## Население
Большинство жителей острова — индонезийские малайцы и китайцы подгруппы хакка. Значительная часть населения занята выращиванием перца и добычей олова.

## Экономика
Примерно с 1710 года остров Банка является одним из основных мировых центров добычи олова. Группа месторождений Банка — крупнейшая группа россыпных месторождений олова в мире (500 тысяч тонн, 60 % запасов Индонезии). Производство олова является государственной монополией Индонезии, металлургический комбинат находится в городе Мунток.
Основным предметом сельскохозяйственного экспорта Банки является перец.